# Pueblo yuma
Los yuma, también conocidos como quechan en inglés, son una tribu india del grupo los Yumanos con sus  lenguas yumano-cochimíes. Su nombre proviene posiblemente de un error de comprensión del término yamahyo «hijo del jefe», ya que ellos se autodenominaban kwtsaans. 

## Localización
Se subdividían en dos grupos: los del río, que viven entre los ríos Colorado y Gila, y los de la montaña, que viven al sur de Arizona, cerca del Gran Cañón.

## Demografía
Fernando de Alarcón,explorador español calculó su población en unos 4,000 en 1540, mientras que el Padre Kino en 1702 hablaba de una cifra aproximada de 2,500 individuos. Hacia 1850 había unos 3,000 yumas, el mismo número que en 1800. Pero bajaron a 2,700 en 1852, e incluso a 834 en 1910. En 1990 eran unos 4,000 individuos, de ellos 1,000 en la reserva Yuma de California. Según datos del BIA de 1995, en la Reserva Quechan de California eran 3,019 personas (2,396 en el rol tribal). Según el censo de año 2000, había 2,612 yumas (quechan) registrados.

## Costumbres

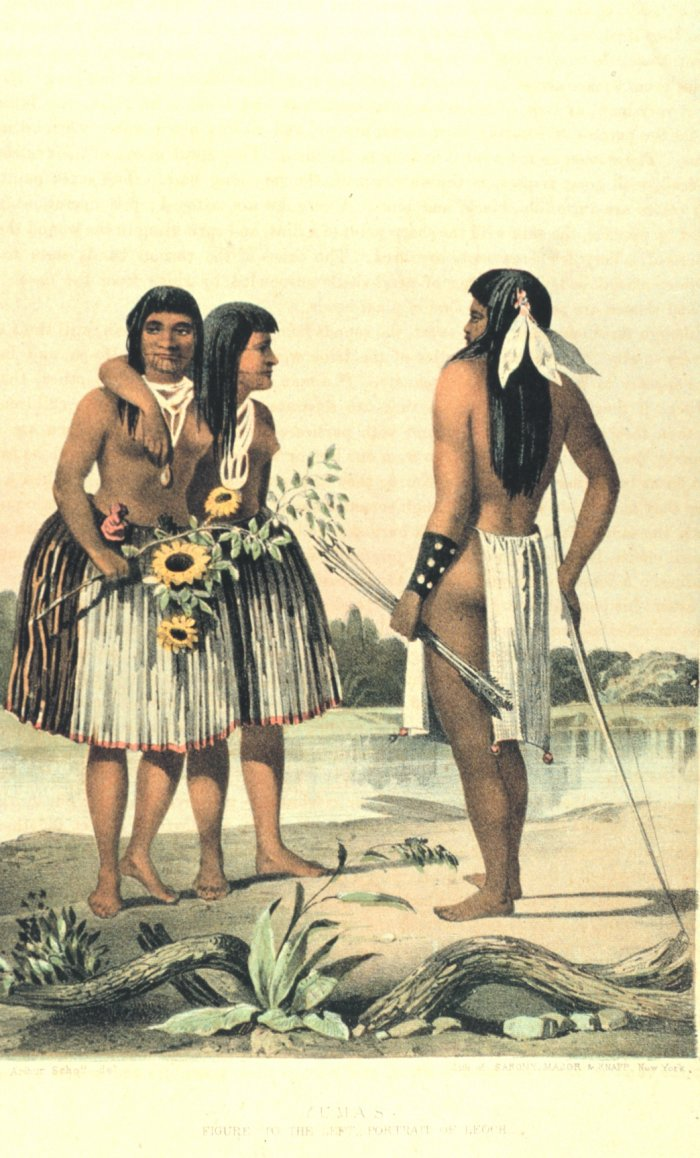
Los yumas según un dibujo de Emory de 1857.

Su cultura es similar a la de los mojave, vecinos suyos, y a la de las tribus afines cucapá, maricopa, havasupai, hualapai y yavapai. Los yuma de las tierras altas no eran agricultores, pues carecían de suficientes recursos hídricos, por lo cual se dedicaban a la caza y a la recolección. Los del río vivían del cultivo del maíz, calabazas y guisantes, al tiempo que se dedicaban a la caza, para lo cual usaban arco y flechas. Su vida estaba ligada al ciclo anual de la subida del río, ya que aprovechaban las inundaciones para cultivar. Gracias a los ricos depósitos de cieno no necesitaban irrigación. 
Creían en Kwikumat, ser supremo creador de todas las cosas; su religión se acompañaba de fuertes creencias en los sueños. Tenían ceremonias públicas anuales de iniciación donde se interpretaban canciones narrativas. Tenían un fuerte sentido de la identidad tribal. 
Eran poco guerreros, pero usaban con gran efectividad en el combate cuerpo a cuerpo una maza corta y redonda, así como un escudo. Las mujeres a menudo eran objeto de botín de guerra. 
Los hombres se tatuaban, y las mujeres se cubrían el cuerpo con dibujos. En situaciones normales, si el frío no lo impedía, los hombres iban desnudos, y las mujeres usaban faldillas cortas fabricadas con vegetales. 
Vivían en las ramadas, una especie de parasoles de gran tamaño. 
El pa?ipáta?axán (“hombre auténtico) era el jefe del asentamiento, mientras que el kwaxót era el líder religioso que recibía sus poderes a través de los sueños. El kwanamí era el líder guerrero, que planeaba las batallas. 
La descendencia era patrilineal en la estructura de un sistema de clanes. Vivían en poblados independientes, pero con un fuerte sentido tribal, aunque sin organización efectiva.
Su arte, en general, estaba poco desarrollado, aunque hacían cestos, figuras y efigies femeninas, masculinas y animales de cerámica, generalmente trabajadas por las mujeres. Se les considera como creadores de la cultura llamada Cochise. La principal celebración era el kar?úk, fiesta de celebración de los muertos, en la cual los bienes de los muertos se destruían en una pira funeraria.

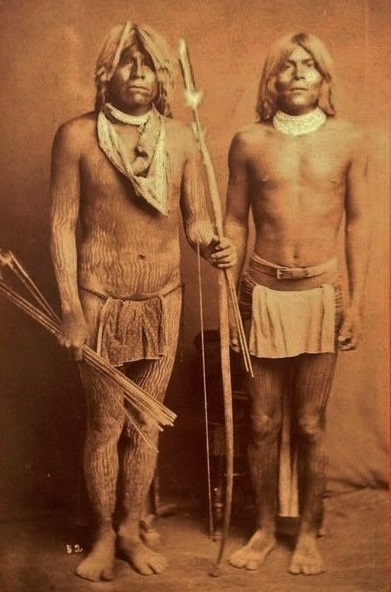
Dos Quechans alrededor de 1875

## Historia
Según su mitología, el creador, Kutumat, tuvo una hija con una mujer, Kumostamxo, quien envió un pueblo a la montaña de Avikwame, donde se dividió. Uno de los pueblos, los xam kwacan (los que bajan), se consideran antepasados de los kwuh tsan o "yuma". 
Desarrollaron las culturas Hohokam a Gila-Colorado (hacia 500) y la de Salton Sera-Imperial Valley (900); entre 1150 y 1200 se establecieron definitivamente entre los ríos Colorado y Gila. 
Fueron visitados por primera vez en 1540 por el español Hernando de Alarcón. Juan de Oñate llegaría a las orillas del Gila en 1603 con 30 soldados y dos capellanes, y consiguió que les sirvieran como guías. Por su parte, el padre Eusebio Francisco Kino les visitó en 1699, 1701, y 1706, y propició los contactos comerciales.
En 1771 el franciscano p. Francisco Garcés les visitó e hizo de intermediario con los pima y pápago. Además, cuando Garcés y Juan Bautista de Anza atravesaron Colorado en 1774-1776 fueron bien recibidos por el chamán Olleyquotequiebe/Salvador Palma, quien hizo amistad con ellos y convenció a algunos yuma para que se bautizaran. De esta manera, en 1779 les dieron regalos y reconocieron la autoridad de su jefe Ygnacio Palma.
En 1780 fueron agrupados en rancherías: Xuksíl o Sandstone (que tenía 800 habitantes en 1774), Matxal Cadóm (el grupo Nrod) y Palo Verde. En diciembre del mismo año unos 160 españoles se establecieron entre ellos, pero en 1781 se enemistaron y arrestaron a los Palma. En junio una expedición española de Fernando Rivera molestó a las mujeres de la tribu y provocó una revuelta el 17 de julio, dirigida por Salvador, Pedro e Ygnacio Palma; mataron a Garcés y Rivera junto a 55 españoles más, e hicieron prisioneros a otros 76. En octubre llegaron refuerzos comandados por Pedro Fages; tras el intercambio de prisioneros, continuaron la guerra hasta octubre de 1782 con ayuda de los halchidoma, pero no pudieron vencerles. 
Hasta 1852 controlarían el punto fronterizo estratégico llamado Yuma’s Crossing. En enero de 1826 el teniente Romualdo Pacheco dirigió desde Sonora una expedición contra ellos. En cambio, en febrero de 1827 recibieron cordialmente al norteamericano James Ohio Pattie, quien había matado a 110 maricopas en Gila. Si tenían buenas cosechas, comerciaban con la villa de San Diego, y en 1839 hicieron una nueva guerra contra los mojave, cucapá y halchidoma.
Por el Tratado de Guadalupe-Hidalgo de 1848, su territorio fue puesto bajo soberanía de los EE. UU. En 1850 fueron atacados por el californiano John C. Morehead, quien les quemó sus cosechas. Vencidos en 1852, hacia 1857 los guerreros de la tribu fueron casi exterminados por los maricopa. Entonces, su nuevo jefe, Pasqual (muerto en 1886), fue reconocido como tal por el gobierno, y crearon en su territorio Fuerte Yuma, con una guarnición.
En 1884 el gobierno norteamericano consideró que no eran una amenaza para ellos y los soldados abandonaron Fort Yuma. En su lugar fue creada la reserva de Fort Yuma, con 45,000 acres y seis rancherías, tres en California (Xuksil, The North Dwellers y Blythe Group) y tres en Arizona (Sunflowerseed Eaters, Townseed Group y Somerton Group).
En 1886 la monja católica Mary O’Neil construyó una escuela entre ellos y participó en las intrigas de los caudillos porque, a la muerte de Pascual, fue nombrado Miguel de Xuksil, jefe de los progresistas, lo cual no aceptó José de Townsend, jefe de los tradicionalistas.
En octubre de 1899, el BIA creó la Agencia de Fort Yuma y obligó a Mary O’Neil a abandonar la reserva. Así, en 1904 toda la reserva se parceló, excepto 8000 acres, y hacia 1910 las mejores tierras se vendieron a particulares blancos. Durante la Primera Guerra Mundial algunos yumas lucharon como voluntarios. En 1923 comenzaron a pedir el retorno de tierras, lo cual fue aceptado por el comisionado John Collier en 1934, aunque finalmente no se tuvo en consideración su opinión.
En 1960 el Consejo Tribal de los Yuma exigió 4,572 acres de tierra fértil que les habían arrebatado, y comenzaron a bloquear carreteras, pero el gobierno no les escuchó. Aun así, en 1965 recibieron $520,000 del ICC. Durante los años 60 y 70 los presidentes tribales Fritz Brown, Henry Montague y Elmer Savilla encabezaron las principales protestas y utilizaron el dinero conseguido en programas contra la pobreza.
En octubre de 1973 Elmer Savilla hizo una marcha con un buldózer contra casas de blancos que se habían establecido en tierra yuma sin permiso. En 1974 el nuevo jefe yuma, Lori Cachora, encabezó la protesta en California para conseguir las tierras. Aun así, hasta 1983 no recibieron 15 millones de dólares en compensación por los daños, pero el índice de paro en la reserva era del 40%.